# Jimmy Bertrand
Jimmy Bertrand (Biloxi, 24 februari 1900 - augustus 1960 (?)) was een Amerikaanse jazz- en blues-drummer. Ook speelde hij wasbord en xylofoon.
Bertrand, een neef van drummer Andrew Hilaire en een zwager van Jelly Roll Morton, speelde vanaf 1918 meer dan tien jaar in de band van Erskine Tate, in Chicago. In de jaren twintig had hij ook een eigen groep, Jimmy Bertrand's Washboard Wizards, waarin ook Louis Armstrong en Johnny Dodds speelden. Ook speelde hij met Tiny Parham en maakte hij opnames met onder meer Jimmy Blythe, Tampa Red, Ma Rainey, Freddie Keppard, Big Bill Broonzy en Blind Blake. In de jaren dertig was hij actief bij onder meer Junie Cobb (1932), Eddie South (1931-1933) en Ruben Reeves. Hoewel hij nog tot 1945 eigen groepen leidde was hij overwegend actief als muziekleraar. Leerlingen van hem waren onder meer Wallace Bishop, Lionel Hampton (die Bertrand zijn idool noemde) en Sid Catlett. Verderop in de jaren veertig stapte Bertrand uit de muziekbusiness en ging hij werken in een firma die vlees verpakte.
Bertrand is vermoedelijk in augustus 1960 overleden.
- Bibliothèque nationale de France: cb139564283 (data)
- Gemeinsame Normdatei: 134749111
- International Standard Name Identifier: 0000 0000 5516 517X
- Library of Congress Control Number: no96064958
- MusicBrainz: e8d03e4c-c5a0-4d22-8838-569454d07d2d
- SNAC: w6708kj7
- Virtual International Authority File: 22334302
- WorldCat: E39PBJyMhpQmGdVxhc9PPKc3wC